# Jincheng
Jincheng (en chino, 晋城; pinyin, Jìnchéng) es una ciudad-prefectura en la Provincia de Shanxi, República Popular de China.  Limita al norte con Changzhi,al sur con Jiaozuo, al oeste con Linfen y al este con la Hebi. Su área es de 9424 km² y su población total para 2010 superó los 2,27 millones habitantes. 

## Administración
La ciudad prefectura de Jincheng está conformada de 6 localidades que se administran en 1 distrito urbano, 1 ciudad suburbana y 4 condados rurales.
- Distrito Chéng 城区
- Ciudad Gaoping 高平市
- Condado Zezhou 泽州县
- Condado Qinshui 沁水县
- Condado Yangcheng 阳城县
- Condado Lingchuan 陵川县

## Toponimia
El topónimo Jincheng [/Chin-Cheng/] significa ' ciudad Jin'. Jin fue el supuesto último gobernante del Reino Jin durante el Período de los Reinos combatientes. 
En el año 376 aC, las familias Wei, Zhao y Han (三家分晋) se repartieron el Reino Jin, el duque Jingong (晋静公) ascendió al trono (356 aC) realizando rituales, la ciudad Jincheng recibió su nombre debido a los rituales que se realizaron allí.

## Clima
Jincheng tiene un clima continental húmedo bastante seco, influenciado por los monzones con inviernos fríos y muy secos y veranos calurosos y húmedos. La temperatura media mensual varía de -2,2 °C en enero a 24,2 °C en julio, y la media anual es de 11,83 °C. Por la influencia del monzón del este de Asia, más de dos tercios de los 576 milímetros anuales de precipitación se producen de junio a septiembre. La media anual de horas de sol es de 2319,9 horas. La precipitación media anual es de 573,8 mm y la media anual de días de lluvia es de 93 días. La precipitación máxima en un año extremo es de 1010,4 mm (1956), y la precipitación mínima en un año extremo es de 265,7 mm (1997). 
| Parámetros climáticos promedio de Jincheng (1991–2020 normal, extremas 1981–2010) | Parámetros climáticos promedio de Jincheng (1991–2020 normal, extremas 1981–2010) | Parámetros climáticos promedio de Jincheng (1991–2020 normal, extremas 1981–2010) | Parámetros climáticos promedio de Jincheng (1991–2020 normal, extremas 1981–2010) | Parámetros climáticos promedio de Jincheng (1991–2020 normal, extremas 1981–2010) | Parámetros climáticos promedio de Jincheng (1991–2020 normal, extremas 1981–2010) | Parámetros climáticos promedio de Jincheng (1991–2020 normal, extremas 1981–2010) | Parámetros climáticos promedio de Jincheng (1991–2020 normal, extremas 1981–2010) | Parámetros climáticos promedio de Jincheng (1991–2020 normal, extremas 1981–2010) | Parámetros climáticos promedio de Jincheng (1991–2020 normal, extremas 1981–2010) | Parámetros climáticos promedio de Jincheng (1991–2020 normal, extremas 1981–2010) | Parámetros climáticos promedio de Jincheng (1991–2020 normal, extremas 1981–2010) | Parámetros climáticos promedio de Jincheng (1991–2020 normal, extremas 1981–2010) | Parámetros climáticos promedio de Jincheng (1991–2020 normal, extremas 1981–2010) |
| Mes                                                                               | Ene.                                                                              | Feb.                                                                              | Mar.                                                                              | Abr.                                                                              | May.                                                                              | Jun.                                                                              | Jul.                                                                              | Ago.                                                                              | Sep.                                                                              | Oct.                                                                              | Nov.                                                                              | Dic.                                                                              | Anual                                                                             |
| --------------------------------------------------------------------------------- | --------------------------------------------------------------------------------- | --------------------------------------------------------------------------------- | --------------------------------------------------------------------------------- | --------------------------------------------------------------------------------- | --------------------------------------------------------------------------------- | --------------------------------------------------------------------------------- | --------------------------------------------------------------------------------- | --------------------------------------------------------------------------------- | --------------------------------------------------------------------------------- | --------------------------------------------------------------------------------- | --------------------------------------------------------------------------------- | --------------------------------------------------------------------------------- | --------------------------------------------------------------------------------- |
| Temp. máx. abs. (°C)                                                              | 19.1                                                                              | 24.2                                                                              | 28.2                                                                              | 36.9                                                                              | 36.5                                                                              | 38.6                                                                              | 38.6                                                                              | 35.8                                                                              | 36.6                                                                              | 32.6                                                                              | 26.6                                                                              | 18.7                                                                              | '                                                                                 |
| Temp. máx. media (°C)                                                             | 4.0                                                                               | 7.4                                                                               | 13.3                                                                              | 20.2                                                                              | 25.1                                                                              | 28.8                                                                              | 29.5                                                                              | 28.1                                                                              | 24.0                                                                              | 18.6                                                                              | 11.8                                                                              | 5.7                                                                               | 18                                                                                |
| Temp. media (°C)                                                                  | -1.9                                                                              | 1.3                                                                               | 6.9                                                                               | 13.5                                                                              | 18.9                                                                              | 23.0                                                                              | 24.5                                                                              | 23.1                                                                              | 18.6                                                                              | 12.7                                                                              | 5.9                                                                               | 0.0                                                                               | 12.2                                                                              |
| Temp. mín. media (°C)                                                             | -6.4                                                                              | -3.3                                                                              | 1.7                                                                               | 7.8                                                                               | 13.2                                                                              | 17.7                                                                              | 20.5                                                                              | 19.4                                                                              | 14.4                                                                              | 8.0                                                                               | 1.3                                                                               | -4.4                                                                              | 7.5                                                                               |
| Temp. mín. abs. (°C)                                                              | -17.4                                                                             | -17.4                                                                             | -10.1                                                                             | -3.6                                                                              | 2.9                                                                               | 10.1                                                                              | 13.5                                                                              | 11.0                                                                              | 4.4                                                                               | -3.6                                                                              | -12.6                                                                             | -16.6                                                                             | '                                                                                 |
| Precipitación total (mm)                                                          | 9.0                                                                               | 12.4                                                                              | 16.5                                                                              | 36.7                                                                              | 49.0                                                                              | 67.9                                                                              | 136.6                                                                             | 120.7                                                                             | 71.4                                                                              | 36.4                                                                              | 20.6                                                                              | 5.6                                                                               | 582.8                                                                             |
| Días de precipitaciones (≥ 0.1 mm)                                                | 4.0                                                                               | 4.5                                                                               | 5.3                                                                               | 6.3                                                                               | 7.6                                                                               | 8.9                                                                               | 12.4                                                                              | 11.6                                                                              | 10.0                                                                              | 7.0                                                                               | 5.0                                                                               | 3.4                                                                               | 86                                                                                |
| Días de nevadas (≥ 1 mm)                                                          | 5.0                                                                               | 4.9                                                                               | 2.7                                                                               | 0.4                                                                               | 0                                                                                 | 0                                                                                 | 0                                                                                 | 0                                                                                 | 0                                                                                 | 0.1                                                                               | 2.0                                                                               | 4.0                                                                               | 19.1                                                                              |
| Horas de sol                                                                      | 169.4                                                                             | 168.2                                                                             | 201.2                                                                             | 228.9                                                                             | 246.6                                                                             | 226.6                                                                             | 201.5                                                                             | 194.8                                                                             | 166.8                                                                             | 176.2                                                                             | 169.8                                                                             | 175.9                                                                             | 2325.9                                                                            |
| Humedad relativa (%)                                                              | 52                                                                                | 55                                                                                | 52                                                                                | 54                                                                                | 55                                                                                | 60                                                                                | 74                                                                                | 76                                                                                | 71                                                                                | 64                                                                                | 58                                                                                | 51                                                                                | 60.2                                                                              |
| Fuente: Administración Meteorológica de China                                     |                                                                                   |                                                                                   |                                                                                   |                                                                                   |                                                                                   |                                                                                   |                                                                                   |                                                                                   |                                                                                   |                                                                                   |                                                                                   |                                                                                   |                                                                                   |